# Liste des maires du 2e arrondissement de Paris
Cet article liste les maires du 2e arrondissement de Paris de 1860 à 2020. À partir de cette date, les quatre premiers arrondissements de Paris sont réunis en un secteur unique, Paris Centre.

## Liste
| Portrait | Portrait | Nom                                                                | Mandat                                             | Appartenance politique                                        | Qualité                                                                                   |
| -------- | -------- | ------------------------------------------------------------------ | -------------------------------------------------- | ------------------------------------------------------------- | ----------------------------------------------------------------------------------------- |
|          |          | Auguste Louvet,                                                    | 19 décembre 1859 – 1863                            | Conservateur                                                  | Passementier Juriste Député (1871-1876)                                                   |
|          |          | Jacques Hébert                                                     | 14 mars 1863 – 1865                                |                                                               |                                                                                           |
|          |          | Jean Dufour                                                        | 1865 – 4 septembre 1870                            | Conservateur                                                  | Notaire Député (1871-1876)                                                                |
|          |          | Pierre Tirard                                                      | 4 septembre 1870 – entre le 22 et le 26 mars 1871, | Union républicaine                                            | Député (1871-1883) Sénateur inamovible (1883) Président du Conseil (1887-1988, 1988-1989) |
|          |          | Eugène Pottier Membre de la Commune, délégué au 2e arrondissement, | mars 1871 – 28 mai 1871                            | Communard                                                     | Militaire Poète                                                                           |
|          |          | E. E. Dubois                                                       | 1871 – 1871                                        |                                                               |                                                                                           |
|          |          | Henri Gustave Carcenac                                             | 7 juillet 1871 – 31 août 1882                      | Conservateur                                                  |                                                                                           |
|          |          | Auguste-Angélique Vavasseur                                        | 1882 – 1904                                        |                                                               | Avocat                                                                                    |
|          |          | Auguste-Hilaire Rodanet                                            | 1904 – 26 août 1907                                |                                                               | Horloger                                                                                  |
|          |          | Ernest Levallois                                                   | 1907 – 1er octobre 1912                            |                                                               | Négociant                                                                                 |
|          |          | Charles Joseph Eugène Lavanoux,                                    | 1912 – 1926                                        |                                                               | Maire honoraire (1926-?)                                                                  |
|          |          | Alexandre Strauss                                                  | mars 1926 – 1936                                   |                                                               |                                                                                           |
|          |          | Henri Doffe                                                        | mars 1936 – 1940                                   |                                                               |                                                                                           |
|          |          | Georges Fraudin                                                    | 25 juin 1940 – 1941                                |                                                               |                                                                                           |
|          |          | André Liard                                                        | 1941 – 1944                                        |                                                               |                                                                                           |
|          |          | Joseph Domerego                                                    | août 1944, – 20 février 1946                       | Parti communiste français                                     | Résistant Postier Maire honoraire (1946-?)                                                |
|          |          | François-Alphonse Ecker                                            | 20 février 1946 – 1958                             |                                                               |                                                                                           |
|          |          | Jules Delrieu                                                      | 1958 – 1962                                        |                                                               | Docteur en médecine                                                                       |
|          |          | Jean Julien                                                        | 1962 – 1968                                        |                                                               |                                                                                           |
|          |          | Édouard Dubreuil                                                   | 1968 – 1973                                        |                                                               |                                                                                           |
|          |          | Lucien Gaillard                                                    | 1973 – mars 1977                                   |                                                               |                                                                                           |
|          |          | Officier municipal délégué                                         | 1977 – 1983                                        |                                                               |                                                                                           |
|          |          | Alain Dumait                                                       | 29 mars 1983 – 25 juillet 1989,                    | Union pour la démocratie française Parti républicain          | Journaliste                                                                               |
|          |          | Benoîte Taffin                                                     | 25 juillet 1989 – 2 avril 2001                     | Union pour la démocratie française                            |                                                                                           |
|          |          | Jacques Boutault                                                   | 2 avril 2001 – 11 juillet 2020                     | Les Verts (1997-2010) Europe Écologie Les Verts (depuis 2010) | Journaliste                                                                               |